# Petralia Sottana
Petralia Sottana – miejscowość i gmina we Włoszech, w regionie Sycylia, w prowincji Palermo.
Według danych na rok 2004 gminę zamieszkiwało 3330 osób, 18,7 os./km².